# Ламаниха (Вологодская область)
Ламаниха — деревня в Вологодском районе Вологодской области.

## История
Известна с XVIII века как деревня в Вологодской губернии.
В 1789 году была построена церковь во имя Святителя Николая Чудотворца.
Родина геолога академика АН СССР Дмитрия Степановича Белянкина (1876—1953).

## Географическое положение
Входит в состав Кубенского сельского поселения (с 1 января 2006 года по 8 апреля 2009 года входила в Несвойское сельское поселение), с точки зрения административно-территориального деления — в Несвойский сельсовет.
Расстояние до районного центра Вологды по автодороге — 47 км, до центра муниципального образования Кубенского по прямой — 17 км. Ближайшие населённые пункты — Якунино, Поляны, Слободища, Семигоры, Илекино, Паричино.

## Население
По данным переписи в 2002 году постоянного населения не было.